# Maison de la congrégation des Sœurs de la Providence
La maison de la congrégation des Sœurs de la Providence est un édifice situé dans la ville de Troyes, dans l'Aube en région Grand Est.

## Histoire
La maison a été construite vers 1740, elle était la demeure du maire de l'époque, en 1836, la congrégation des Sœurs de la Providence achète la maison, et l'occupe toujours. La chapelle est l’œuvre de l'architecte Millet en 1848-1859.
Le logis du XVIIIe siècle est en totalité inscrit au titre des monuments historiques par arrêté du 6 septembre 2010.

## Description

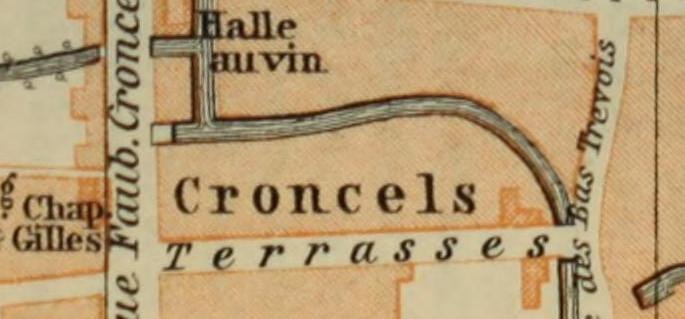
Sur une carte de 1899,
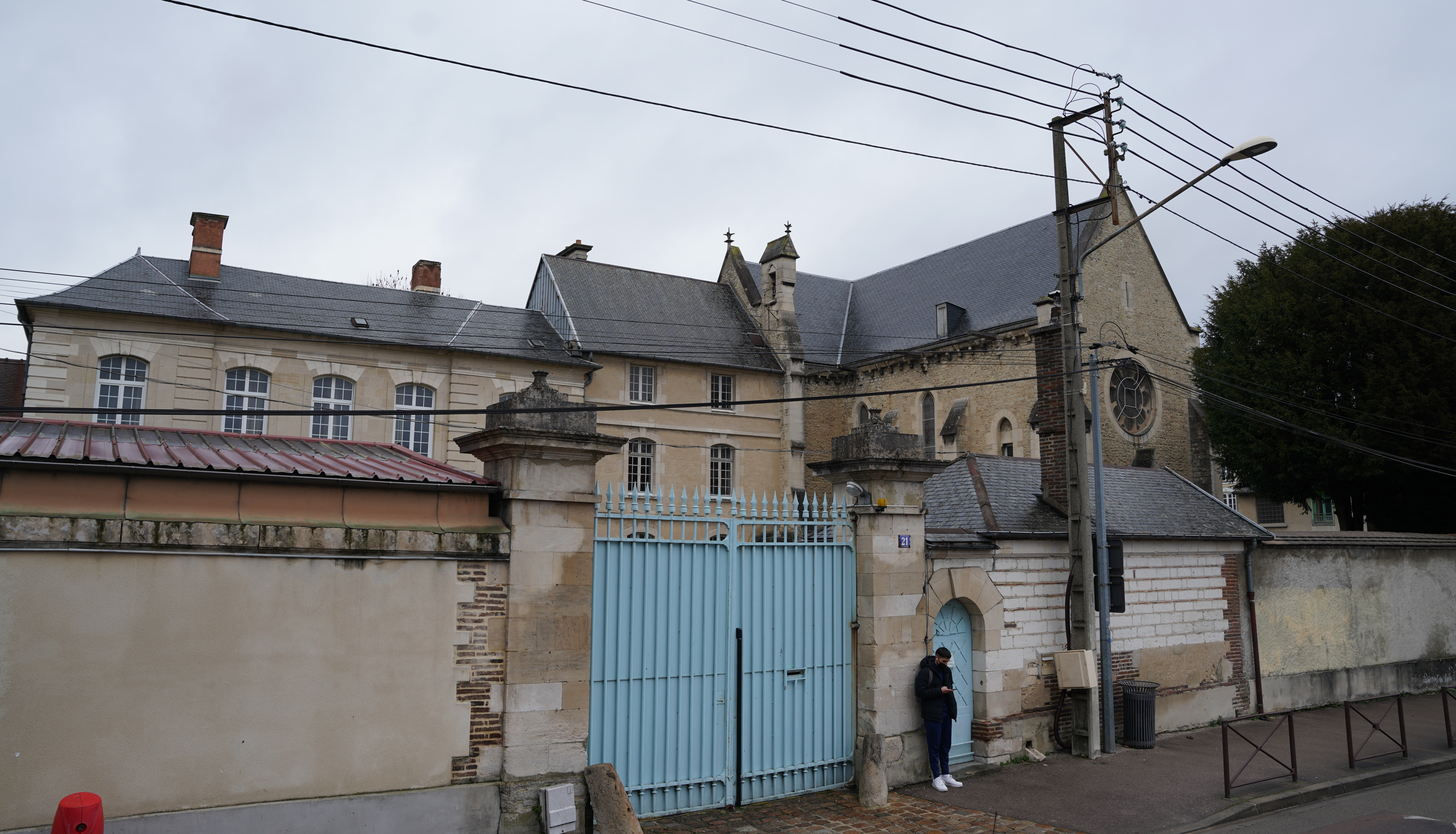
façade rue des Terrasses,
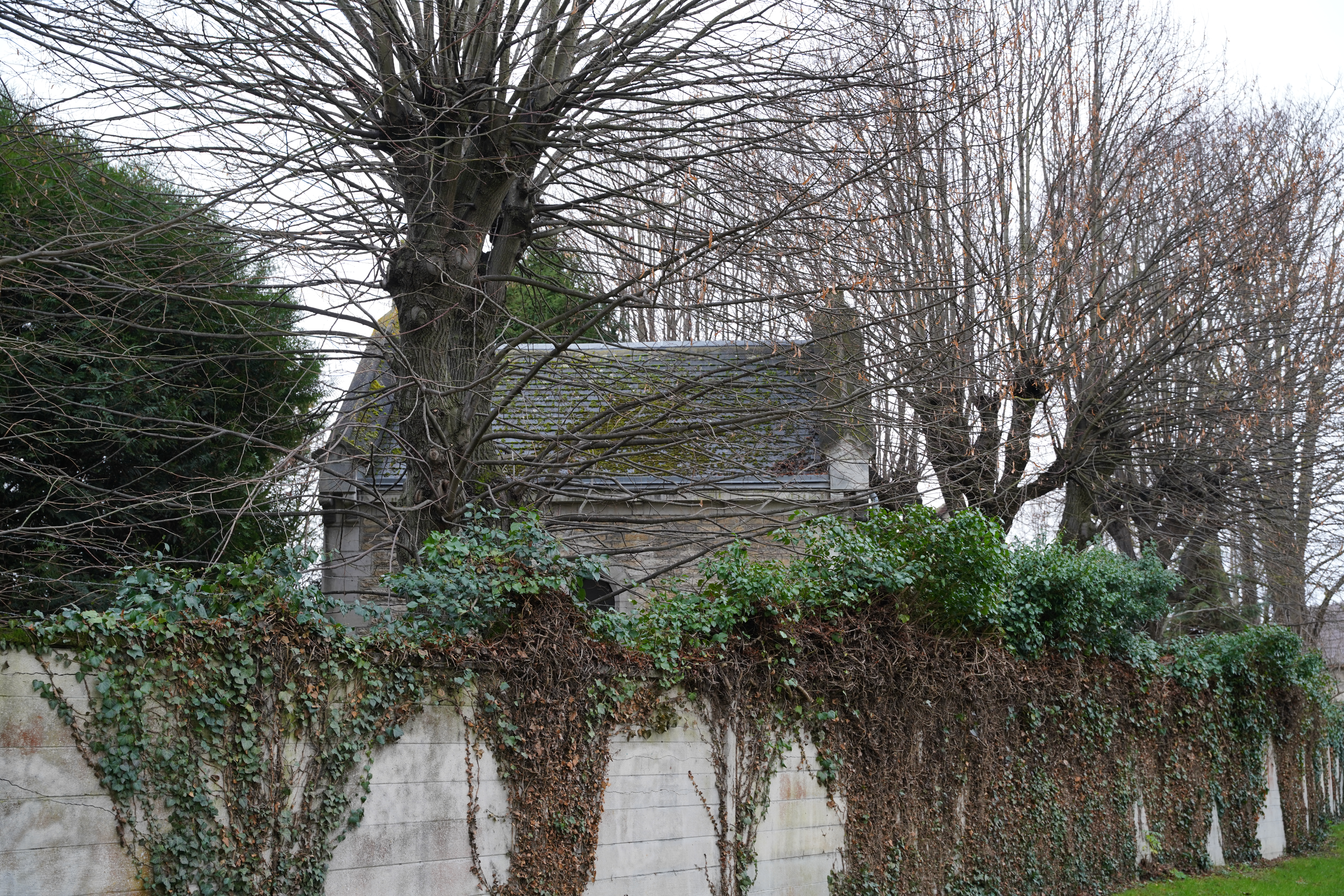
chapelle sur la Voie verte William-Odin.